# 中南大学駅
中南大学駅（ちゅうなんだいがくえき）は、中華人民共和国湖南省長沙市岳麓区にある3号線の駅である。

## 駅構造
- 島式ホーム1面

## 駅周辺
- 中南大学新校区
- 中南大学南校区
- 後湖